# Kazimierz Pfaffenhoffen-Chłędowski
Kazimierz Seweryn Roman Ludwik Antoni Marian von Pfaffenhoffen-Chłędowski (ur. 7 listopada 1904 w Oberwerth, zm. 27 stycznia 1994 tamże) – porucznik rezerwy artylerii Wojska Polskiego.

## Życiorys
Urodził się 7 listopada 1904 w Oberwerth, części miasta Koblencja, na obszarze ówczesnego Cesarstwa Niemieckiego. Pochodził z rodziny polskich uchodźców po powstaniu listopadowym. Był prawnukiem Adama Tomasza Chłędowskiego, synem Ludwika Pfaffenhoffen-Chłędowskiego (1849–1940) z jego drugiego małżeństwa z Marią Magdaleną z domu Jabłonowską (1876–1971) oraz bratem Idy (1906–1972) i Ludwika (1906–1931). Nie znając języka polskiego około 1920 został wysłany do Polski wraz z bratem – według relacji Stefana Majchrowskiego – aby wychowywali się na Polaków. Został przyjęty do Wojska Polskiego. W 1926 ukończył Szkołę Podchorążych Artylerii w Bydgoszczy, na 50 miejscu, uzyskując stopień kaprala podchorążego (jego brat ukończył Szkołę Podchorążych Kawalerii, jednak zmarł na gruźlicę). W 1928 ukończył Oficerską Szkołę Artylerii w Toruniu, na 32 miejscu; nominację do stopnia podporucznika uzyskał w 15 sierpnia 1929. Został awansowany do stopnia porucznika artylerii ze starszeństwem z dniem 1 stycznia 1931. Swoją służbę oficerską pełnił początkowo w 5 pułku artylerii ciężkiej w Krakowie (1932), a następnie w 2 dywizjonie pociągów pancernych w Niepołomicach. W tym czasie mieszkał przy ulicy Rakowickiej 29 w Krakowie.
W 1937 na własną prośbę został przeniesiony do rezerwy, po czym podjął pracę jako urzędnik w krakowskiej dyrekcji Polskich Kolei Państwowych. 18 maja 1938 w Niepołomicach zawarł związek małżeński z Julianną z domu Guzdzioł (1913–1953).
W obliczu zagrożenia konfliktem zbrojnym 6 sierpnia 1939 został zmobilizowany i otrzymał przydział mobilizacyjny do 2 dywizjonu pociągów pancernych. Po wybuchu II wojny światowej uczestniczył w kampanii wrześniowej 1939 jako oficer artylerzysta w zakresie łączności w składzie pociągu pancernego nr 51 „Pierwszy Marszałek”, stanowiącego jednostkę 2 dywizjonu pociągów pancernych. Podczas walk w obronie Wysokiej w pobliżu Jordanowa, działając na wysuniętej placówce obserwacyjnej kierującej ogniem pociągu, w dniu 2 września został ciężko ranny. W szpitalu w Tarnowie amputowano mu prawą rękę, później został ewakuowany na dalsze leczenie do szpitala polowego we Lwowie, gdzie przebywał do 10 listopada 1939. W szpitalu w tym czasie pracowała jego żona. W trakcie próby przedostania się do Krakowa, po przekroczeniu Sanu w Przemyślu, dostał się do niewoli niemieckiej. Po pobycie w kilku obozach przejściowych (Ziegenheim, Altengrabow, Thorn, Kreuzburg) trafił w dniu 15 czerwca 1940 do Oflagu VII A, gdzie zamieszkiwał w bloku „A” wraz z innymi inwalidami. W obozie kilkakrotnie był namawiany przez funkcjonariuszy Abwehry do podpisania Volkslisty i przyjęcia obywatelstwa niemieckiego, czego odmawiał. W trakcie osadzenia w niewoli, w związku ze śmiercią jego ojca Ludwika (zmarł 25 października 1940), wskutek starań rodziny uzyskał zgodę na wyjazd na pogrzeb do Nadrenii, gdzie wyposażony przez innych jeńców w najlepiej zachowane części polskiego umundurowania udał się w mundurze oficera Wojska Polskiego i był pilnowany przez wartownika (był to najdalszy wyjazd jeńca oflagu w Murnau, na który zezwoliły władze obozu).
Po wojnie zamieszkał w rodzinnej posiadłości na wyspie Oberwerth. Po raz pierwszy po wojnie odwiedził Polskę w 1977.
Historia Kazimierza Pfaffenhoffen-Chłędowskiego została przedstawiona w filmie dokumentalnym pt. Ostatni baron.